# Drosselkrähe

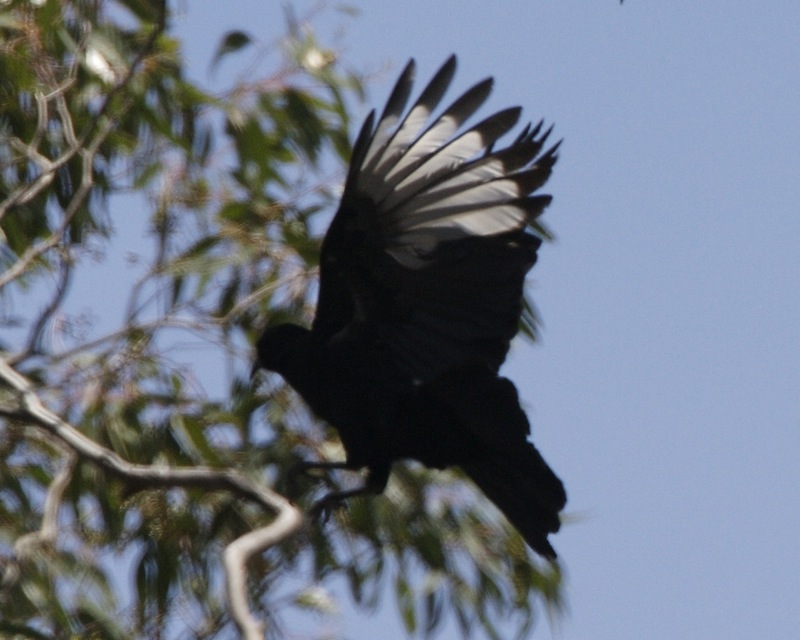
Drosselkrähe mit weißer Handschwingenunterseite

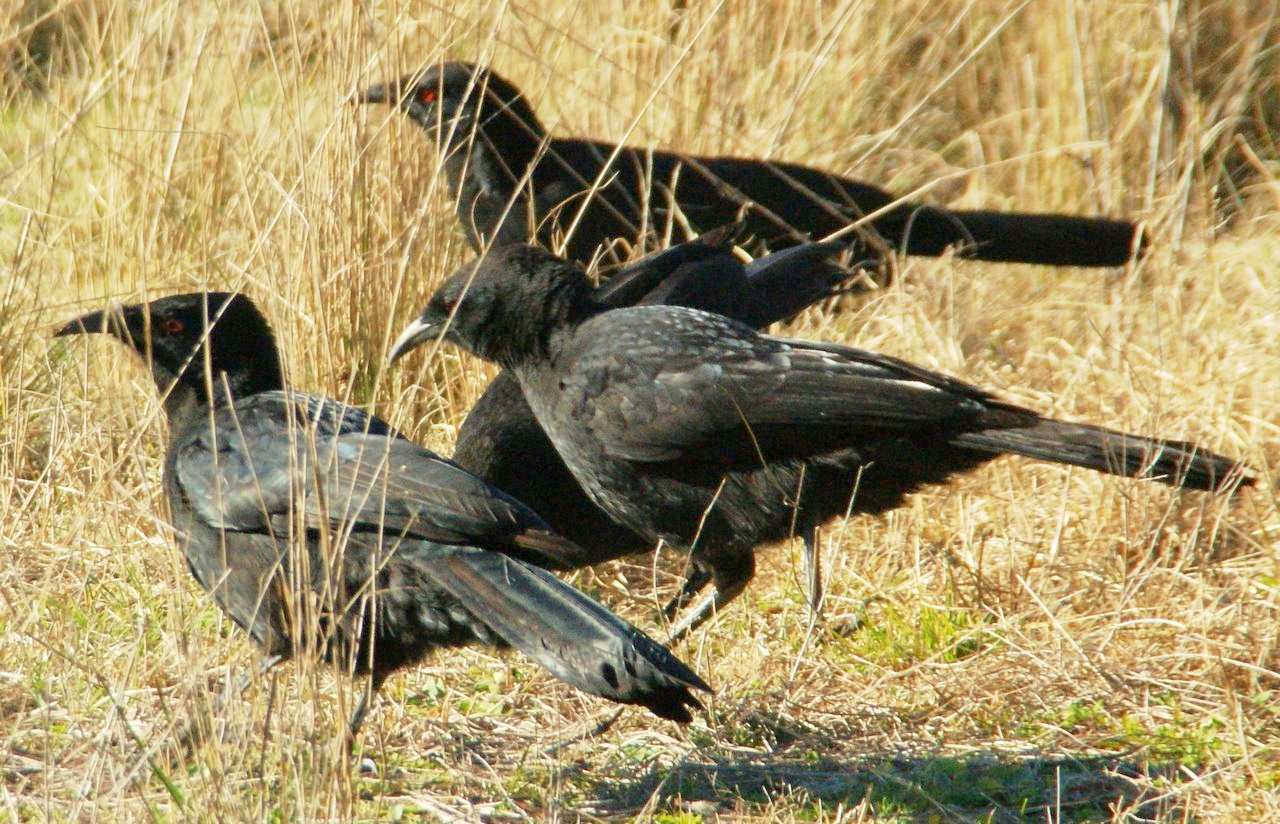
Gruppe von Drosselkrähen bei der Nahrungssuche

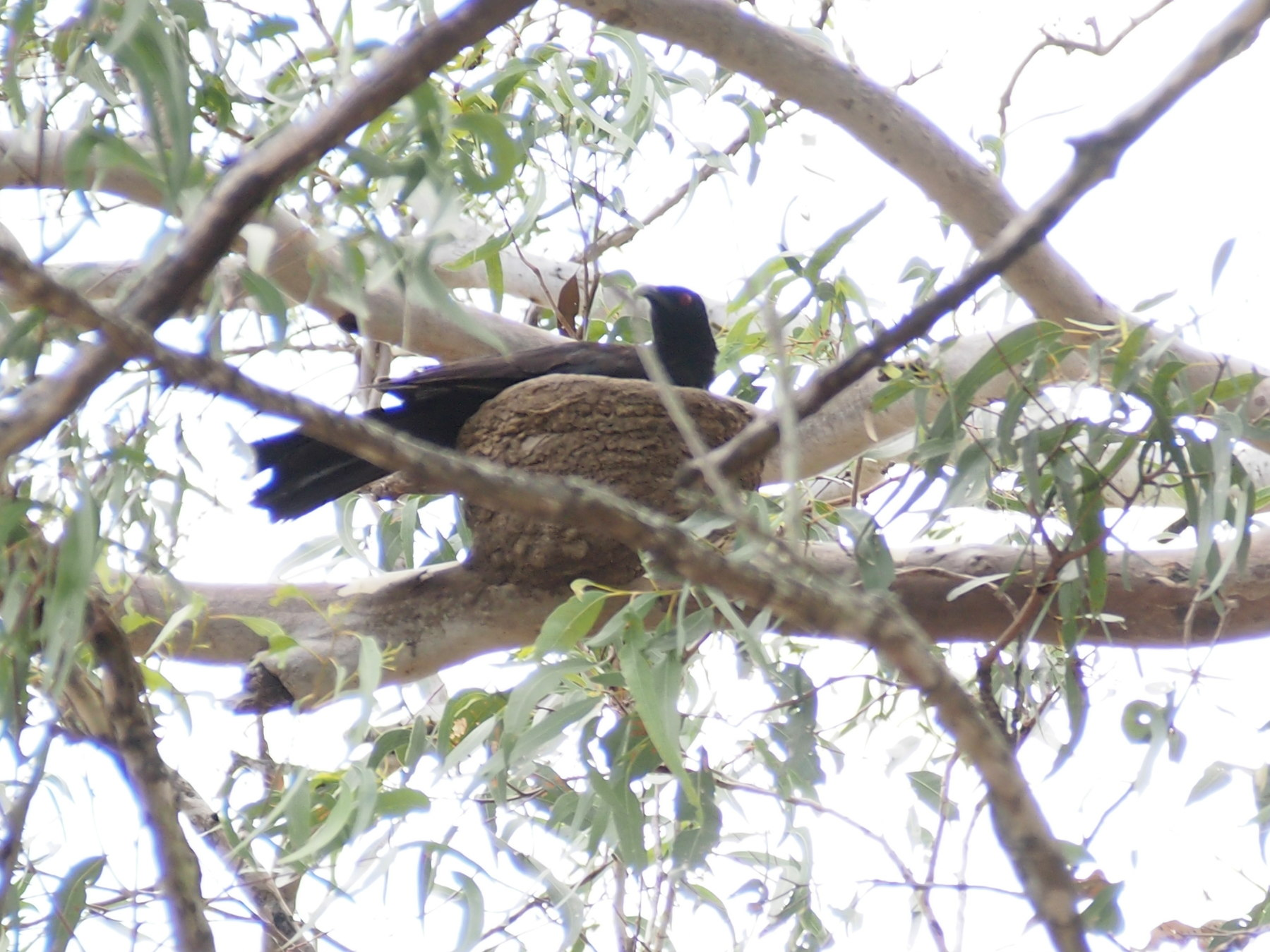
Drosselkrähe auf Schlammnest

Die Drosselkrähe (Corcorax melanorhamphos), zuweilen auch als Drosseltöpferkrähe oder Australische Bergkrähe bezeichnet, ist ein in Australien vorkommender Vogel aus der Familie der Schlammnestkrähen (Corcoracidae).

## Merkmale
Drosselkrähen erreichen eine Körperlänge von 44 bis 50 Zentimetern und ein Gewicht von 280 bis 425 Gramm. Zwischen den Geschlechtern besteht bezüglich der Gefiederfarbe kein Sexualdimorphismus. Das Gefieder ist bei beiden Geschlechtern einfarbig glänzend schwarz. Lediglich die Unterseite der Handschwingen ist weiß, was nur im Flug zu erkennen ist. Im englischen Sprachgebrauch wird die Art deshalb als White-winged Chough (Weißflügelkrähe) bezeichnet. Die Iris ist rot. Der leicht nach unten gebogene Schnabel sowie die Beine und Füße sind dunkelgrau.

## Verbreitung, Unterarten und Lebensraum
Der Drosselkrähe kommt ausschließlich auf dem australischen Kontinent vor. Neben der in der im Osten von Queensland bis nach New South Wales und den Norden von Victoria vorkommenden Nominatform Corcorax melanorhamphos melanorhamphos ist eine weitere Unterart bekannt:
- Corcorax melanorhamphos whiteae Mathews, 1912 – in South Australia[3][1]

Hauptlebensraum der Art sind offene Gras- und Ackerflächen sowie lichte Eukalyptuswälder.

## Lebensweise
Die Vögel ernähren sich von Insekten sowie von Samen, gelegentlich auch von Weichtieren oder kleinen Säugetieren. Die Nahrung wird meist in Gruppen am Erdboden gesucht. Harte Muschelschalen werden mit dem Schnabel gegen Steine geschlagen und so zertrümmert. Während einer Mäuseplage wurde beobachtet, wie die Vögel die Beutetiere durch Schlagen gegen den Boden töteten und dann verschlangen. Jungvögel benötigen zwei Jahre, um die verschiedenen Praktiken zum Nahrungserwerb zu erlernen. Die Hauptbrutzeit fällt in die Monate September bis Dezember, kann aber in Abhängigkeit von der Regenzeit schwanken. Zuweilen werden zwei Bruten pro Jahr durchgeführt. Drosselkrähe leben paarweise. Sie werden beim Nestbau und der Jungenaufzucht von bis zu 18 Familienmitgliedern aus früheren Bruten unterstützt. Das schüsselförmige Nest wird von der Gruppe gemeinsam gebaut. Es wird in einer Höhe zwischen 2,4 und 20 Metern über den Boden auf einem horizontalen Zweig oder in der Astgabel, bevorzugt auf einem Eukalyptusbaum (Eucalyptus) aus Schlamm gefertigt und mit Gräsern verstärkt. Dabei werden die einzelnen Schlammschichten separat aufgetragen und neues Material erst nach einer ausreichenden Trocknungszeit hinzugefügt. Die Bauzeit kann sich je nach Verfügbarkeit des Materials über mehrere Monate erstrecken. Sofern Schlamm nicht ausreichend zur Verfügung steht, wird ersatzweise auch Kuhmist oder Emukot zum Nestbau verwendet. Nach der Fertigstellung wird es in der Regel mit drei bis fünf Eiern versehen, die in 19 bis 20 Tagen ausgebrütet werden. Die Nestlingszeit beträgt 24 bis 30 Tage. Die Jungen werden erst nach weiteren sechs bis sieben Monaten selbstständig, verbleiben danach jedoch noch als Helfer für spätere Bruten im Familienverband. Bei Gruppen mit einer geringen Anzahl an Helfern erleiden die Bruten erhebliche Verluste durch Verhungern der Nestlinge bis hin zum Totalverlust. Gruppen mit einer geringen Anzahl an Helfern entführen zuweilen Jungvögel aus benachbarten Familienverbänden und versklaven diese.

## Gefährdung
Drosselkrähen sind in ihren Vorkommensgebieten verbreitet, jedoch nicht häufig. Sie werden von der Weltnaturschutzorganisation IUCN als  „least concern = nicht gefährdet“ klassifiziert. Aufgrund von klimatisch bedingter Trockenheit, Buschfeuern und Trockenlegung von Flächen für die Landwirtschaft durch den Menschen ist gebietsweise die Gewinnung des für den Nestbau benötigten Schlamms eingeschränkt. Die Vögel lassen sich im Gegenzug auch an Stadträndern und Parkanlagen nieder.